# Дедов, Гавриил Иванович
Гаврии́л Ива́нович Де́дов (5 мая 1911, д. Зязелга, Осинский уезд, Пермская губерния, Российская империя ― 1 апреля 1970, Пермь, СССР) — советский учёный, историк, кандидат исторических наук, ректор Пермского государственного педагогического института (1955—1958).

## Биография
Родился 5 мая 1911 года в деревне Зязелга, Осинский уезд, Пермская губерния, Российская империя.
Учился в школе-семилетке в селе Рябки Уральской области (ныне — Пермская область). Член ВЛКСМ (1926) и ВКП(б) (1931). В 1931 году окончил Осинский педагогический техникум, после этого работал здесь преподавателем истории классовой борьбы, а позже был назначен директором этого техникума. Был заведующим Пермским городским отделом народного образования с 1938 по 1939 год.
В 1939 году с отличием окончил исторический факультет Пермского государственного педагогического института. Получив диплом, работал в лекторской группе Пермского (Молотовского) областного комитета ВКП(б).
С началом Великой Отечественной войны Дедов добровольцем ушёл на фронт, где был инструктором политотдела (старшим политруком) 112 стрелковой дивизии на Калининском фронте. 24 августа 1941 года при отступлении дивизии был тяжело ранен, контужен и попал в плен (лагерь под г. Великие Луки), из которого он смог бежать. После лечения в госпитале был направлен на Западный фронт. В декабре 1942 года снова был тяжело ранен и в 1943 году демобилизован из Красной армии по состоянию здоровья в звании капитана.
Вернувшись на родину, продолжил работать лектором и руководителем лекторской группы Молотовского обкома ВКП(б). В 1949 году назначен заведующим кафедрой марксизма-ленинизма Молотовского педагогического института. В 1953 году успешно защитил диссертацию «Коммунистическая партия Советского Союза в борьбе за развитие Кизеловского угольного бассейна в период Великой Отечественной войны 1941—1945 гг.» на соискание учёной степени кандидата исторических наук.
В 1954 году назначен заместителем директора по учебной и научной работе Молотовского педагогического института, в 1955 году стал директором этого вуза, работал в должности до 1958 года. В 1959 году стал доцентом на кафедре истории КПСС в ППИ, вышел на заслуженный отдых персональным пенсионером республиканского значения в 1963 году.
Автор научных публикаций по истории КПСС и истории Пермского края, в том числе книги «Кизеловский угольный бассейн в годы Великой Отечественной войны». Им подробно изучена жизнь и деятельность П. М. Горюнова, стоявшего у истоков Кизеловской партийной организации. Подготовил рукопись «Старейший педвуз на Урале» — о развитии ПГПИ за 40 лет. Возглавлял аспирантуру при педагогическом институте. Избирался депутатом Пермского городского совета нескольких созывов.
Награждён медалями «За отвагу», «За победу над Германией в Великой Отечественной войне 1941—1945 гг.», «20 лет победы в Великой Отечественной войне 1941—1945 гг.», "Медаль «За доблестный труд в Великой Отечественной войне 1941—1945 гг.» и др.
Умер 1 апреля 1970 году в Перми.